# Messor bernardi
Messor bernardi är en myrart som beskrevs av Henri Cagniant 1967. Messor bernardi ingår i släktet Messor och familjen myror. Inga underarter finns listade i Catalogue of Life.